# Langenstein-Zwieberge
El campo de concentración Langenstein-Zwieberge fue un subcampo de Buchenwald, que existió desde abril de 1944 hasta abril de 1945.
Más de 7.000 detenidos de 23 países, por lo que muchos franceses fueron detenidos durante este periodo de tiempo.

## Historia
El primer grupo de deportados procedentes de Buchenwald llegaron el 21 de abril de 1944. Eran 18, uno de ellos francés, y formaron un futuro comando de trabajo. Inicialmente fueron alojados en un albergue de la periferia de Langenstein, después, a medida que el número de prisioneros que llegaban aumentaba para construir el futuro campo, fueron alojados en una granja que todavía existe a las afueras del pueblo.
Desde el 26 de septiembre de 1944 al 18 de febrero de 1945, llegaron 6 vagones llenos de franceses.
La construcción del campo fue terminada en agosto de 1944 con la valla eléctrica: siete bloques más los anexos ( torres, cocina, etc) reemplazaron el albergue y la granja. Mientras que el campo estaba pensado para acoger a 5100 detenidos, en febrero de 1945 este número se había sobrepasado con creces.
El número de prisioneros, no obstante, descendía rápidamente (4.400 personas antes de abril de 1945); el número de muertos superaba de lejos al de nuevos prisioneros.
Durante la semana del 19 al 25 de marzo, se contaron 1308 muertos por el campo de Buchenwald y sus comandos. Langenstein Zwieberge tuvo el triste privilegio de estar a la cabeza en cuanto a número de muertos, con 234 fallecidos, por delante de Ohrdruf (207) y Leau (69).

## Trabajo
Desde los primeros días de su llegada al campo, los prisioneros comenzaron a crear galerías subterráneas en las colinas aún vírgenes de Thekenberge. En diez meses, más de diez kilómetros de galerías, de una superficie de 60.000 metros cuadrados, fueron excavadas y construidas. El precio: el sufrimiento atroz y la muerte de muchos de los prisioneros.
Algunas galerías eran lo suficientemente grandes como para acoger en su interior trenes con una veintena de vagones.
La esperanza de vida para aquellos que tenían la mala suerte de trabajar allí, no era de más de seis semanas.
El trabajo se realizaba por dos equipos de doce horas de trabajo cada uno, con unas condiciones atroces por falta de aire, por la suciedad, el polvo, los golpes de los kapos y sobre todo de los “Meister” alemanes.
Muchos prisioneros volvían al campo agotados, asfixiados, completamente sin fuerzas, ni tan siquiera para tomar su sopa.
El objetivo principal de este proyecto en las galerías era proteger y esconder en ellas búnkeres subterráneos de la empresa Junkers que debían ser utilizados para la construcción de nuevos tipos de aviones a reacción y de armas.
Desde esta perspectiva, la empresa Junkers había habilitado un diminuto campo de tres barracas en el interior del campo principal, bordeando la “Appellplatz”, para alojar a prisioneros especializados en este trabajo: 869 personas, provenientes de comandos de trabajo de Halberstadt, Aschersleben, Langensalza y Niederorschel.
En este pequeño campo, no había ni literas, ni mobiliario alguno.
Los muertos eran inicialmente enviados al crematorio de Quedliburg en coche o en camión.
Hoy en día tenemos una lista de 912 víctimas,, de las cuales 131 eran de nacionalidad francesa; sus cenizas descansan en el cementerio de este pueblo.
En marzo, el crematorio no pudo continuar su trabajo por la falta de carburante, y los cuerpos se acumulaban en la barraca que servía de almacén, donde comandos especiales los acababan enterrando en grandes fosas comunes situadas en el exterior del campo, que contenían más de 700 muertos, mientras que dentro del campo había más fosas con por lo menos un centenary más de víctimas.
Los cadáveres eran transportados, de dos en dos, dentro de cajas de madera llevadas por cuatro prisioneros después del trabajo. Las cajas eran lanzadas a la fosa común y los prisioneros volvían a buscar más muertos que cargar. Los últimos cadáveres, en plena descomposición, intransportables, eran dejados en la barraca. Los miembros de la SS responsables del transporte de los cuerpos cerraron la barraca con llave y se olvidaron del problema.
El 9 de abril de 1945 por la tarde, a causa del avance de las tropas americanas que ya iban por el Elba, 3000 supervivientes del campo, en 6 columnas de 500, fueron obligados por los SS a emprender una marcha, que la historia más tarde conocería como “la marcha de la muerte”.
La mayor parte de ellos marcharon durante 15 días, y después de 320 km se encontraban cerca de Wittenberg, por encima del Elba..
Algunas columnas se perdieron y nunca llegaron a su destino, otra marchó hasta el 28 de abril y llegó a los alrededores de Berlín con solamente 18 supervivientes, de los 500 que emprendieron la marcha. En total, no hubo más de entre 500 y 1.500 supervivientes del total de 3.000 personas, según las estimaciones actuales. Igualmente no tenemos ninguna base, ni en esta ni en ninguna otra marcha de la muerte, que nos permita dar fechas exactas.
Cuando, el 13 de abril de 1945, los americanos liberaron el campo abandonado desde el 9 de abril, encontraron a los prisioneros que se habían quedado allí por no poder andar al borde de la muerte. El ritmo era de 20 muertos por día.
Observemos lo que escribió un periodista de Stars and Stripes en el número del 20 de abril:
«El olor de muerte lo llenaba todo en aquella situación de calma extraña. Se veían moribundos por todos lados…. El resto de enfermos que quedaban tuvieron que ser atendidos por disentería. Estaban tendidos encima de sus excrementos, demasiado débiles para levantarse.
»Llevaban solamente una corta pieza de ropa que no llegaba a cubrirles más de medio cuerpo. Ya no tenían ni muslos ni caderas. Sus piernas no eran más que huesos y sus rodillas dos grandes protuberancias.
»Su cuerpo era un esqueleto cubierto solo por una piel gris. Era imposible quedarse más tiempo en la barraca dónde se encontraban los enfermos de disentería. El olor nos lo impedía, a pesar del aire fresco de primavera que se respiraba fuera.»
El 18 de abril, todos esos enfermos fueron enviados en ambulancias militares a una caserna de Haberstadt transformada en hospital. Allí murieron otros 144 prisioneros, de los cuales la mayor parte de los cuerpos descansan en una fosa común en el cementerio del pueblo.
La cifra final es dura: en la mejor de las hipótesis, la mitad de los prisioneros de Zwieberge murieron ( aunque muchos consideran que dos tercios de las víctimas de este campo no sobrevivieron).

## El monumento Langenstein-Zwieberge
El 11 de septiembre de 1949, un monumento y una placa conmemorativa fueron inaugurados en el emplazamiento de las fosas comunes. Desde 1976 existe un museo en el terreno del monumento de Langenstein- Zwieberge.

## El Pino de la Muerte
En el exterior del campo, justo detrás del inicio del mismo, se situaba “el árbol de los colgados”; literalmente el pino de la muerte, que servía para castigar a los prisioneros que habían intentado escapar. La tortura y la ejecución de estos tenía lugar delante de todos los prisioneros que se encontraran en el campo. Algunas veces, los prisioneros del campo eran forzados a llevar a sus propios compañeros hacia la muerte.
El 7 de septiembre de 1944, seis prisioneros que se habían escapado fueron colgados por tentativa de fuga. El grupo se había organizado bajo la dirección del prisionero ruso Andrej Iwanowitsch, antiguo coronel de la armada roja. Iwanowitsch pidió a Nevrenz Tzareghian, prisionero francés que trabajaba en la panadería de los guardias del campo, que cogiera suficiente pan para tener provisiones una vez se hubieran fugado. El intento de fuga falló; 3 hombres fueron atrapados por la SS dos semanas más tarde y torturados durante varios días. Entre ellos se encontraba un joven de 17 anos que dio el nombre de Andrej Iwanowitsch bajo tortura.
Por esto, Iwanowitsch recibió la orden de retirar los taburetes de madera en los que se apoyaban los prisioneros con la soga al cuello, y de esta manera ahorcarlos.
En ese momento, Iwanowitsch contestó a un SS: «Tú eres el monstruo. Hazlo tú mismo».
Esta respuesta le valió a Iwanowisch ser colgado por ese mismo guardia.
Probablemente, él todavía estaba vivo cuando fue descolgado del pino de la muerte y lanzado a un foso lleno de betún.
Igualmente, con el descubrimiento de nuevos documentos históricos inéditos en los archivos franceses y americanos durante los últimos anos, se ha puesto en duda la teoría sobre el entierro en vida de Andrej Iwanowitsch (ver Le Goupil y Leroyer, Mémorial des Francais déportés au camp de Langenstein-Zwieberge. Kommando de Buchenwald, Luneray, Imp. Bertout, s.d,p.27-28).
El árbol de los colgados puede ser considerado no sólo como un símbolo del sufrimiento y de los horrores sino también con un símbolo de coraje y de resistencia.

### Literatura General y biografías de supervivientes
- Adler, H. G. Panorama. Roman in 10 Bildern. Olten 1968. (München: Piper 1988.)
- Adler, H. G. Der Wahrheit verpflichtet. Gerlingen 1998.
- Adler, H. G. Eine Reise. Wien: Picus 1999.
- Berti, Alberto. Die Reise zum Planeten der Nazis. Trieste – Buchenwald – Langenstein. Mailand 1989.
- Bertrand, Louis. Nummer 85250. Konzentrationslager Buchenwald – Aussenkommando Langenstein-Zwieberge. Témoignage. Valdoie: Prête-moi ta plume 2005.
- Berzins-Birze, Miervaldis. Im Todeslager von Salaspilsk. Riga 1964.
- Burelli, Dino: Mama sto bene … non mi sono fatto niente … Udine 2006.
- Campredon, Gabriel. Louis Dalle un homme libre. Saint Chély-d’Apcher: Association “Louis Dalle un homme libre“ 5. Auflage 2002.
- Coupechoux, Roger. La nuit de Walpurgis. Avoir vingt ans à Langenstein. Paris: L’Harmattan 2004.
- Gaben, Lucien. L’honneur d’être témoin. Albi: Imprimerie coopérative du sud ouest 1990.
- Hager, Konrad. Protokoll des Unbegreiflichen. Aus dem Tagebuch eines Landpfarrers. Halberstadt 1945, Neudruck 2008.
- Ivanij, Ivan. Schattenspringen. Wien: Picus 1993.
- Ivanij, Ivan. Die andere Seite der Ewigkeit. Zwanzig Geschichten vom Tod. Wien: Picus 1994.
- Klieger, Bernard. Le chemin que nous avons fait. Bruxelles: Editions BEKA 1946.
- Klieger, Bernard. Der Weg, den wir gingen. Bruxelles: Codac Juifs 1960.
- De Lecat, Basqual. Le miracle. Mulhouse: Imprimerie Bader 1963.
- Le Goupil, Paul. La route des crématoires. Labergement: L’Amitié par le livre 1962/1983.
- Le Goupil, Paul. Un Normand dans… Itinéraire d’une guerre 1939-1945. Paris: Editions Tirésias Michel Reynaud 1991.
- Le Goupil, Paul. Erinnerungen eines Normannen 1939-1945. Paris: Editions Tirésias Michel Reynaud 1995.
- Leroyer, Roger. Clamavi ad te… j’ai crie vers toi j’ai tellement crie vers toi… Cestas: Eigenverlag des Autors 1996.
- Leroyer, Roger. Clamavi ad te. Jena: Bussert & Stadeler 2003.
- Lustiger, Gila. Die Bestandsaufnahme. Berlin: Aufbau Taschenbuch 1996.
- de Montangon, Jean. Un Saint-Cyrien des années 40. Éditions France-Empire 1987.
- Obréjan, Maurice. L’étrange destinée d’un homme trois fois français. Paris: La Pensée Universelle 1994.
- Pannier, Roger. Jusqu’au martyre. Éditions des Etannets 1995.
- Maître Pierre Antoine Perrod. L’honneur d’être dupe. Éditions Horvath 1982.
- Petit, Georges. Retour à Langenstein. Une expérience de la déportation. Paris: Belin 2001.
- Petit, Georges. Rückkehr nach Langenstein. Erfahrungen eines Deportierten. Hürth bei Köln: Edition Memoria 2004.
- Rimpau, Cornelia. Der Magnetberg. Reinbek bei Hamburg: Rowohlt 1989.
- de Saint Marc, Hélie. Mémoires - Les champs de braises. Paris: Perrin 1995 (2002).
- de Saint Marc, Hélie. Asche und Glut: Erinnerungen. Friedberg: Edition AtlantiS 1998.
- de Saint Marc, Hélie. Les sentinelles du soir. Paris: Les Arènes 1999.
- de Saint Marc, Hélie. Die Wächter des Abends. Friedberg: Edition AtlantiS 2000.
- de Saint Marc, Hélie und August von Kageneck. Notre histoire 1922-1945. Paris: Les Arènes 2002.
- de Saint Marc, Hélie. Toute une vie. Paris: Les Arènes 2004.
- Sarkowicz, Hans (Hg.) „Als der Krieg zu Ende war…“. Erinnerungen an den 8. Mai 1945. Frankfurt a. M. und Leipzig: Insel 1995.
- Sauvot, Jean. Tu raconteras à ton fils. Éditions Vent de Crau 1985.
- de Wijze, Louis. Ontsnapping uit de dodenmarsch. Ámsterdam: De Bataafsche Leeuw 1995.
- de Wijze, Louis. Only my life: a survivor’s story. New York: St. Martin’s Press 1997.
- de Wijze, Louis. Rien que ma vie. Récit d'un rescapé. Paris: L'Harmattan 2001.

### Literatura especializada
- Baccaria, Laurent. Commandant de Saint-Marc. Paris: Édition académique Perrin 1989.
- Jakob, Volker und Annet van der Voort. Anne Frank war nicht allein. Lebensgeschichten deutscher Juden in den Niederlanden. Berlin und Bonn: J.H.W. Dietz Nachf. 1988.
- Fauser, Ellen (Hrsg.). Die Kraft im Unglück. Erinnerungen an Langenstein-Zwieberge - Außenlager des KZ Buchenwald. Halberstadt o. J.
- Landeszentrale für politische Bildung Sachsen-Anhalt (Hg). Verortet. Erinnern und Gedenken in Sachsen-Anhalt. Magdeburg 2004.
- Le Goupil, Paul und Roger Leroyer. Mémorial des Français déportés au camp de Langenstein-Zwieberge. Kommando de Buchenwald. Luneray: Imp. Bertout o. J.
- Le Goupil, Paul und Roger Leroyer. Erinnerung an Langenstein-Zwieberge. Aussenlager von Buchenwald. (Deutsche Übersetzung von Gesine Daifi).
- Lustiger, Arno. Zum Kampf auf Leben und Tod. Vom Widerstand der Juden 1933-1945. Köln: Kiepenheuer & Witsch 1994.